# Еміль Жак-Далькроз
Еміль Жак-Далькроз (фр. Emile Jaques-Dalcroze; 6 липня 1865, Відень — 1950, Женева) — швейцарський музикант і педагог.

## Біографія
Еміль Жак-Далькроз при народженні звався Еміль Жак, проте, оскільки на той час творив інший композитор Жак, то за пропозицією музичних видавців, він дещо змінив прізвище. Любов до музики у Еміля прищепила сім'я, в якій постійно звучала музика та музичний дух Відня. Згодом його родина переїхала до Женеви, де він у 12 років стає учнем консерваторії у Женеві. Тодішня система музичного виховання викликала в нього протест. Він хотів, щоб педагоги розкривали суть завдань, які вони завдавали. Згодом він це зробив основою своєї педагогічної діяльності.
З 1883 року Далькроз здійснив турне по Франції у складі трупи Лозаннського театру. Перебуваючи у Парижі він займався не тільки на музичних курсах, але й на театральних. З 1886 року він працює диригентом у Алжирі, куди його запросили. Все це лягло в основу педагогічної методики Далькроза.
Після повернення до Європи він продовжує удосконалювати свою музичну майстерність у Відні та Парижі. З 1892 року викладає гармонію та сольфеджіо як професор Женевської консерваторії. Його викладання було незвичним на той, він намагався знайти нову методику, що дозволила б розвинути музичні здібності учнів, наблизити музику до її слухачів. Спочатку він ввів «les pas Jaques» — «кроки Жака», викононнаня яких відповідало пульсації музики. Згодом на основі цих кроків він розвинув цілу систему, яка спочатку носила назву «Ритмічна гімнастика», а пізніше — скорочено — «евритміка», «ритміка».
В основі його теорії лежав зв'язок між моторикою й слуховим сприйняттям, все тіло мало брати участь для відтворення елементів музики. Теорія Далькроза, не знаходила розуміння у консерваторії, адже це не відповіло тодішнім поглядам. Тому Далькрозу доводиться долати різні перешкоди, щоб найняти приміщення для занять ритмічною гімнастикою. Він проводить багато демонстраційних занять у містах Швейцарії, Австрії, Німеччини, Голландії, Англії, Франції та інших країнах. 
У 1909 році в Німеччині Далькроз зустрівся з Вольфом Дорном, який запропонував Далькрозу переїхати до Дрездена й обіцяв знайти кошти, щоб звести в Хеллерау будівлю Школи музики і ритму (інша назва — Інститут Далькроза), що відповідає всім його вимогам. Завдяки Школі музики і ритму Далькроз отримує всесвітнє визнання. Крім того у 1911 році він вперше показав свої ритмічні вправи у виставі другої дії опери «Орфей і Еврідіка» Глюка. 
Під час Першої світової війни він підписався під протестом проти руйнування Реймського собору і був змушений виїхати з Німеччини. Лише після закінчення війни Е. Жак-Далькроз відкриває Інститут ритму на березі Женевського озера.

## Ритмічна гімнастика
Е. Жак-Далькроз розробив гімнастику, у якій поєднувалися рухи і музичне звучання. Це розвивало слух і м'язове відчуття ритму. Він стверджував, що відчуття музичного ритму можна розвинути тільки тоді, коли воно сприймається усім тілом. 
Далькроз вважав, що ритм є всезагальним символом порядку та організованості, тому його система дозволяє, за допомогою спеціально підібраних вправ, розвивати у дітей музичний слух, пам'ять, чуття ритму, пластичну виразність рухів. Ця система не зводилась до музичного виховання. Вона мала на меті виховати гармонійно розвинуту з усіх боків людину. 
На заняттях повинен панувати дух пластичної та музичної імпровізації. Викладач не нав'язує учневі свій ритм, а намагається розвинути його власний ритм, який він формує з власних м'язових відчуттів і уявлення музичної форми. Для танцю важливе значення  має новизна і непередбачуваність рухів. Заняття з дітьми повинні проводитися в ігровій формі, насиченою дією, а не теоретичними поясненнями.
Для навчання за системою Далькроза в Інститут Ритму у Хелларау приїжджали з усього світу. Так у ньому навчався відомий японський танцівник Мікіо Іто, завдяки якому Далькроз-ритміка стала дуже  популярна в Японії. Український композитор В.Барвінський, який теж навчався у цій школі, у 1915 році написав «Прелюдію методом Далькроза». Ідеї Далькроза ровивалися у різних країнах. Так у 1920-х роках в Ленінграді діяв Інститут ритму, в якому намагалися створити «танцюючу музику».
У багатьох країнах ритміка Далькроза використовується у різних закладах: дитячих садках, молодших класах загальноосвітніх шкіл, театральних та балетних школах, спеціальних школах для дітей із запізненим розумовим розвитком, для дітей глухих та сліпих, а також у лікарняних закладах як терапевтичний засіб. Інститут Далькроза в Женеві надалі є світовим центром методики Далькроза, у ньому постійного відбувається навчання, курси і конгреси, видаються далькрозівські методичні і наукові матеріали, у тому числі часопис «Le Rythme».

## Творчість
Автор книг про музичне виховання «Ритм, музика і навчання» (1929), «Евритмія, Мистецтво і навчання» (1930), «Спогади» (1942), «Музика і ми» (1945).